# Samuel Rosa
Samuel Rosa de Alvarenga (Belo Horizonte, 15 juillet 1966), plus connu sous le nom de Samuel Rosa, est un chanteur, compositeur, guitariste et violoniste brésilien. Samuel Rosa est le chanteur et le guitariste du groupe Skank, et également le principal compositeur des chansons de ce groupe. Les chansons composées par Rosa sont influencées notamment par les artistes Bob Dylan, The Beatles, Slash, Oasis, et par les artistes brésiliens Clube da Esquina, Titãs et Os Paralamas do Sucesso.

## Biographie
Samuel Rosa est né à Belo Horizonte le 15 juillet 1966. Il est le fils d'une femme au foyer, Susana Rosa de Alvarenga, et d'un psychologue originaire d'Itabira, Wolber de Alvarenga. Son père écoutait beaucoup The Beatles, Chico Buarque, Clube da Esquina ou Tropicália, groupes qui ont plus tard influencé la musique de Skank.
Samuel Rosa étudie la psychologie à l'université, fortement influencé par son père. Cependant, il obtient de très mauvaises notes et il n'a pas le désir de devenir psychologue.
Samuel Rosa est marié et père d'un garçon, Juliano.

### Carrière musicale
En 1983, Samuel Rosa et Henrique Portugal commencent à jouer dans un groupe de reggae appelé Pouso Alto avec les frères Dinho (à la batterie) et Alexandre Mourão (à la basse). En 1991, Pouso Alto obtient une date de concert à São Paulo. Comme les frères Mourão se peuvent pas s'y rendre, ce sont le bassiste Lelo Zaneti et le batteur Haroldo Ferretti qui les remplacent. Après le concert, le groupe change son nom en Skank, qui vient de la chanson « Easy Skanking » de Bob Marley. Skank voulait à l'origine adapter le dancehall jamaïcain aux rythmes brésiliens. Ce genre de musique est une évolution naturelle du reggae roots traditionnel popularisé par Peter Tosh, Bob Marley et Jimmy Cliff. Le premier album du groupe, Skank, est lancé en 1992. À la suite de la vente de 1 200 albums, le label Sony Music décide de signer un contrat avec le groupe. Skank fait plus de 120 concerts au Brésil et vend plus de 120 000 exemplaires de son premier album. Le deuxième album, Calango (1994), est produit par Dudu Marote et vendu à 1 200 000 exemplaires. Le groupe sort ensuite l'album O Samba Poconé, en 1996, avec le single « Garota Nacional ».
L'album se vend à 1 800 000 exemplaires. En 1998, la FIFA inclut la chanson "É Uma Partida de Futebol" à l'album officiel de la Coupe du Monde. La même année, Samuel Rosa fait plusieurs concerts avec le chanteur et compositeur Lô Borges. Sur Siderado, le quatrième album du groupe, Skank travaille avec John Shaw (UB40) et Paul Ralphs. L'album est lancé en juillet 1998 et mixé à Abbey Road, le célèbre studio londonien. En 1999, le groupe participe à Outlandos D'Americas, un hommage à The Police par des groupes sud-américains, et enregistrent "Estare Prendido En Tus Dedos", reprise de la chanson "Wrapped Around Your Fingers". L'album Maquinarama, lancé en juillet 2000, est produit par Chico Neves et Tom Capone et se vend à 275 000 exemplaires. En 2001, le groupe enregistre son premier disque live à Ouro Preto, qui se vendra à 600 000 exemplaires. En 2003, le groupe sort son sixième album, Cosmotron, puis un an plus tard son septième album, Radiola.
En mars 2006, le groupe commence à enregistrer son huitième album, Carrossel, à Belo Horizonte. Il est produit par Chico Neves, qui avait déjà collaboré avec le groupe sur l'album Maquinarama, et Carlos Eduardo Miranda, producteur chez MTV Unplugged (Acústico MTV au Brésil) du groupe brésilien O Rappa. Collaborent également à cet album Arnaldo Antunes et César Mauricio. En février 2008, le groupe enregistre "Beleza Pura" de Caetano Veloso. La même année, il commence l'enregistrement de son neuvième album, Estandarte, qui est bien accueilli par le public. Selon le magazine Rolling Stone, Estandarte est l'un des 25 meilleurs albums brésiliens de 2008.
En mai 2013, Samuel Rosa enregistre une version de la chanson "Saidera" avec le guitariste Carlos Santana à Las Vegas.

## Discographie

### Albums
- Skank (1993)
- Calango (1994)
- O Samba Poconé (1996)
- Siderado (1998)
- Maquinarama (2000)
- Cosmotron (2003)
- Radiola (2004)
- Carrossel (2006)
- Estandarte (2008)
- Velocia (2014)

### DVDs
- MTV Ao Vivo em Ouro Preto (2001)
- Videografia (2002)
- Cosmotron - Multishow ao Vivo (2004)
- Multishow ao Vivo - Skank no Mineirão (2010)

### Participation
- 2007 : Não vou ficar, dans l'album Multishow Ao Vivo: Ivete no Maracanã de Ivete Sangalo.